# 丸の内消防署 (松本市)

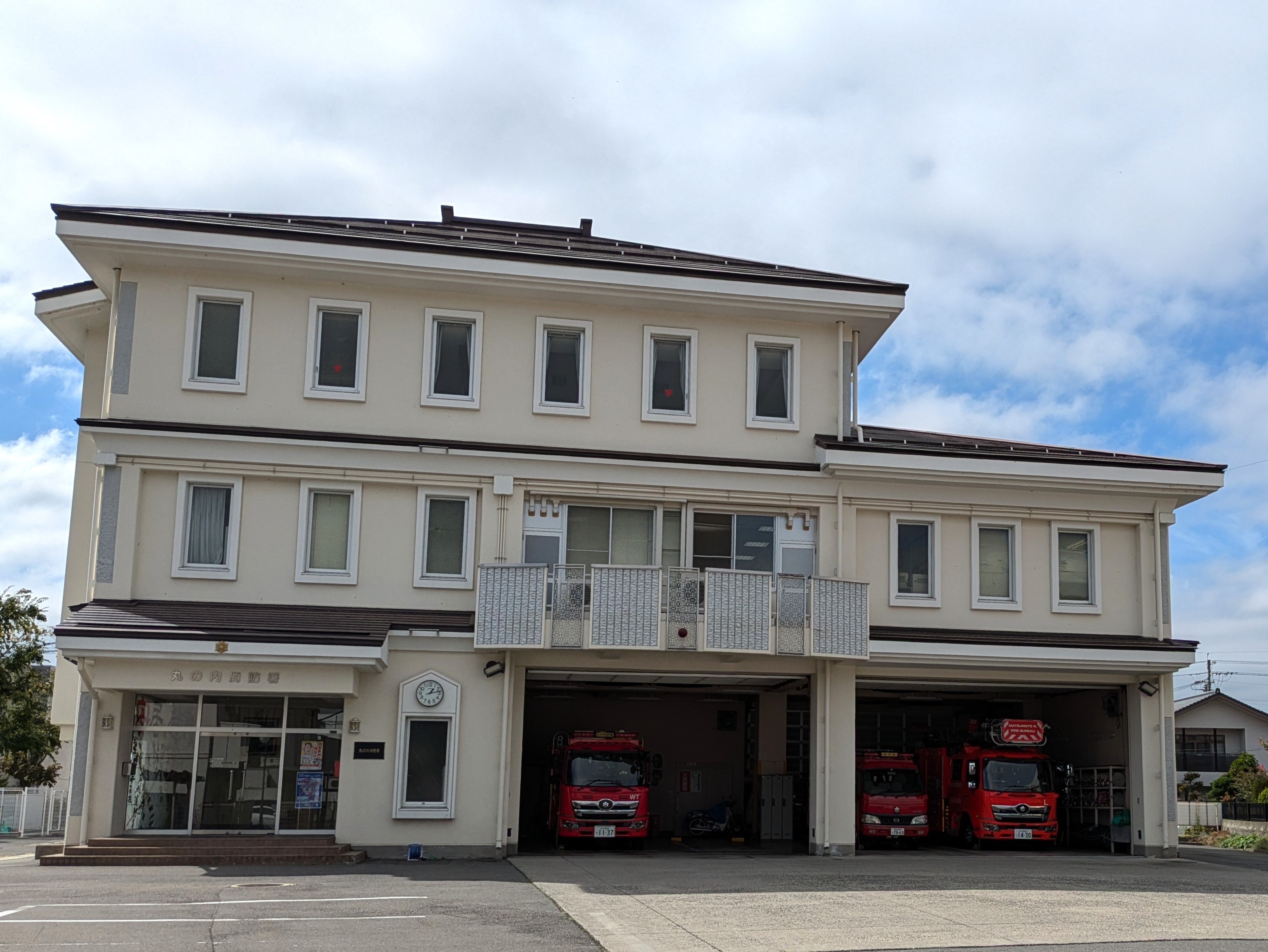
丸の内消防署 (松本市)

丸の内消防署（まるのうちしょうぼうしょ）は長野県松本市にある松本広域消防局が管轄する消防署である。

## 沿革
- 1948年（昭和23年）3月 - 松本市消防本部発足
- 1960年（昭和35年）4月 - 消防本部を丸の内に新築移転、北消防署を併設する　南消防署を庄内に新設する
- 1971年（昭和46年）4月 - 南消防署を芳川村井町に新築移転したのに伴い旧庁舎を南消防署庄内出張所とする
- 1975年（昭和50年）4月 - 北消防署を丸の内消防署と改称　南消防署庄内出張所を芳川消防署庄内出張所を改称
- 1977年（昭和52年）4月 - 丸の内消防署山辺出張所を里山辺に新設
- 1991年（平成3年）4月 -  丸の内消防署里山辺出張所を本郷消防署の管轄に変更　芳川消防署庄内出張所を丸の内消防署の管轄に変更　丸の内消防署庄内出張所とする
- 1993年（平成5年）3月 - 松本市消防本部廃止
- 1993年（平成5年）4月 - 松本広域消防局発足
- 2014年（平成26年）4月 - 救急業務を開始。

## 所在地
- 松本市城西2-1-23

## 職員数
- 25人

## 消防車両
- 消防ポンプ自動車
- 水槽付消防ポンプ自動車
- はしご付消防自動車
- 高規格救急車
- 指揮広報車

平成15年から一時期、県が配置したSARS患者搬送用カプセルを搭載した予備救急車が配置されていた。

## 管轄地域
松本市中央1〜4丁目、大手1〜5丁目、県1〜3丁目、清水1〜2丁目、城東1〜2丁目、丸の内、城西1〜2丁目、宮渕1〜3丁目、蟻ヶ崎1〜6丁目、開智1〜3丁目、女鳥羽1〜3丁目、北深志1〜3丁目、元町1〜3丁目、沢村1〜3丁目、旭1〜3丁目、桐1〜3丁目、美須々、深志1〜3丁目、埋橋1〜2丁目、本庄1〜2丁目、庄内1〜3丁目、井川城2丁目の一部、筑摩1〜4丁目、神田1〜3丁目、出川1〜3丁目、出川町、並柳1〜4丁目、蟻ヶ崎台、城山及び大字蟻ヶ崎

## 出張所

### 庄内出張所

#### 所在地
- 松本市出川1-2-15

#### 職員数
- 13人

#### 消防車両
- 消防ポンプ自動車
- 水槽付消防ポンプ自動車
- 高規格救急車
- 指揮広報車

#### 管轄地域
松本市県1〜3丁目、深志1〜3丁目、埋橋1〜2丁目、本庄1〜2丁目、庄内1〜3丁目、井川城2丁目の一部、筑摩1〜4丁目、神田1〜3丁目、出川1〜3丁目、出川町及び並柳1〜4丁目